# Війна за незалежність Куби
Кубинська війна за незалежність (ісп. Guerra de Independencia cubana) — військовий конфлікт між Кубою та Іспанією, що тривав три роки, закінчився втручанням в нього США і повним розгромом Іспанії. Також ця подія називається Кубинською революцією.

## Причини війни
Після Десятирічної війни 1868 — 1878 років за незалежність Куби, було укладено перемир'я. За 17 років до 1895 відбулися фундаментальні соціальні зміни в кубинському суспільстві. Зі скасуванням рабства на Кубі в жовтні 1886 року колишні раби приєдналися до розряду фермерів і міського робітничого класу. З падінням рабства заможні верстви кубинського суспільства втрачають своє майно і змушені стати середнім робітничим класом. Кількість цукрових заводів різко скоротилася, і на ринку залишається кілька промислових гігантів. У той самий час кількість фермерів-орендарів значно зростає. На той час США починають інвестиції в Кубу, головним чином — у цукрову, тютюнову та гірничу промисловість. Приплив капіталу досягає $50 млн, значної суми для кубинської економіки тих років. Незважаючи на те, що Куба залишалася іспанською колонією політично, економічно вона поступово почала залежати від США, які, зокрема, стали головним споживачем кубинського цукру.
У 1890 році Іспанія, бачучи небезпеку втрати впливу своїх колоній на користь США, підвищила на Кубі ввізне мито на іноземні товари на 25 %. Ці мита були вигідні для Іспанії, але не для населення Куби та США як великого експортера своїх товарів на острів.
Відповіддю США стало підвищення мита на тютюн та цукор-сирець — основні статті доходів кубинського експорту. Внаслідок торгової війни між США та метрополією іспанські колонії Куба та Пуерто-Рико ризикували залишитися без ринку збуту, опинившись на межі економічної катастрофи. Іспанія була змушена піти на поступки, 31 липня 1891 було укладено угоду Канваса-Фостера. Економічна війна між Іспанією та США припинилася, американські товари та гроші знову почали надходити на Кубу, кубинський цукор почав вільно доставлятися до США.
У 1894 році в США при лобіюванні Цукрового тресту на імпортний цукор-сирець було встановлено мито у розмірі 40 % його ціни і торговельна угода Канваса-Фостера втратила чинність. Ціни на цукор на Кубі різко впали, кубинські фермери стали розорятися тисячами, злидні і безробіття охопило значну частину населення.

## Статистика війни за незалежність Куби
| Країни  | Населення 1895 | Військ  | Загиблі солдати | Солдати, що померли від хвороб | Загинуло мирних жителів |
| ------- | -------------- | ------- | --------------- | ------------------------------ | ----------------------- |
| Іспанія | 18350000       | 300 000 | 9 413           | 53 440                         |                         |
| Куба    | 1 550 000      | 25 000  | 5 180           | 3 437                          | 250 000                 |
| Усього  | 19900000       | 325 000 | 14 593          | 56 877                         | 250 000                 |

1. ↑  Из них 240 000 регулярных и 60 000 нерегулярных войск.
2. ↑  Некоторые демографы полагают что на Кубе было убито 300 000 человек (50 000 солдат и 250 000 мирных жителей).

## Бойові дії
15 лютого 1895 року Іспанія видала указ створення на Кубі Консультативної ради при генерал-губернаторі. Цей указ на Кубі сприйняли як порушення колишньої обіцянки, дану кубинцям урядом метрополії щодо надання острову ширшої автономії. 24 лютого 1895 року на сході Куби розпочалося повстання проти іспанського панування. У березні того ж року спалахнуло повстання в провінції Камагуей, а потім у провінціях Пінар-дель-Ріо та Лас-Вільяс. Головна мета повстання полягала у повному вигнанні іспанців. Революція відразу ж одержала підтримку більшості населення. Натхненником повстання був поет і журналіст Хосе Марті, який став ідеологом Кубинської революції.
Саме Хосе Марті, висадившись із невеликим загоном на острові в провінції Ор'єнт, оголосив про початок революції. Його соратниками були Максімо Гомес та Антоніо Масео, які незабаром очолять партизанську армію. 25 березня 1895 року Хосе Марті проголосив знаменитий маніфест про революцію, що почалася. У ньому він описав загалом, яку політику має вести Куба для того, щоб домогтися незалежності, висунувши такі тези:
- участь у війні негрів дуже важлива для перемоги;
- іспанці, які не проти посилення Куби, не повинні постраждати;
- приватні сільські угіддя не повинні бути зіпсовані чи пограбовані;
- головне завдання революції — принести нове економічне життя на Кубу.

У квітні 1895 року на Кубі було 20 000 іспанських солдатів і ще 60 000 іспанських та кубинських волонтерів, що боролися за Іспанію. Але завдяки тому, що революція викликала симпатію у сільських жителів Куби, до повстанської армії влилися десятки тисяч добровольців. Також посиленню кубинської повстанської армії сприяли кубинські багатії. Під страхом репресій вони добровільно відпускали на війну проти іспанців своїх працівників. У цілому нині на 1895 рік сили сторін можна назвати паритетними. Надалі Іспанія збільшить контингент на Кубі. До кінця 1897 року на острові було 240 000 регулярних та 60 000 нерегулярних військ.
З самого початку повстання повстанцям заважала відсутність відповідної зброї. Вони компенсували це використанням партизанських боїв, заснованих на швидких кінних набігах та відході в недоступну місцевість, елементом раптовості, використання мачете проти регулярних військ на марші. Більшу частину зброї та боєприпасів вони придбали під час набігів на іспанців. У період з 11 червня 1895 по 30 листопада 1897 з шістдесяти спроб доставити зброю і припаси повстанцям з-за кордону вдалася тільки одна. На території США було перехоплено 28 кораблів; п'ять були перехоплені в морі ВМС США та чотири — ВМС Іспанії; двоє зазнали краху; один був відкинутий у порт штормом; доля іншого невідома.
19 травня 1895 Хосе Марті загинув у бою при Дос-Ріос, але Максимо Гомес і Антоніо Масео продовжували боротися, ведучи війну у всій провінції Орієнті. Революція все більше набувала популярності в країні. До кінця червня провінція Камагуей також була охоплена війною. 13 липня у боях при Пералехо повстанці, використовуючи складну партизанську тактику, завдали поразки іспанському генералу Арсеніо Мартінес-Кампос-і-Антону. Вже до вересня 1895 року кубинці звільнили всю східну частину острова.
У середині вересня представники п'яти загонів Визвольної армії зібралися в Хімагуаї, в провінції Камагуей, щоб затвердити Конституцію Хімагуая. Вони створили центральний уряд, який об'єднав виконавчу та законодавчу владу в одному органі під назвою «Урядова рада», очолюваний Сальвадором Сіснеросом та Бартоломе Масо. Вища військова влада була покладена на Максіма Гомеса та Антоніо Масео.
Повстанці вважали, що їм потрібно перенести війну до багатших західних провінцій Матансас, Гавана та Пінар-дель-Ріо. Попередня Десятилітня війна (1868 — 78) провалилася, тому що їм не вдалося вийти за межі східних провінцій. У жовтні 1895 — січні 1896 років пройшло вторгнення повстанців у центральну та західну частину острова, де раніше владі вдалося придушити повстання.  За 92 дні бійці Гомеса і Масео пройшли понад 1800 кілометрів довгою і вузькою територією острова, прорізаною численними річками, давши бої біля форту Ігуара (3 грудня), на висотах Манакаля (10 грудня), біля Маль-Тьємпо (15 грудня)), біля Матансаса (23 грудня), і 22 січня 1896 року підняли кубинський прапор у Мантуї, найзахіднішому місті Куби.
У січні 1896 року губернатор Арсеніо Мартінес-Кампос-і-Антон був замінений іспанською владою на генерала Валеріано Вейлер-і-Ніколау, який надалі отримає прізвисько «М'ясник». Щоб відокремити кубинські партизанські загони від цивільного населення і позбавити їх доступу до зброї, їжі, медикаментів, одягу та військової інформації, новий генерал-губернатор Валеріано Вейлер наказав 21 жовтня 1896 наступне: «Всі жителі сільських районів і всі жителі за межами укріплених [провінції Пінар-дель-Ріо] повинні з'явитися до окупованих військ села протягом восьми днів. Будь-хто, кого заберуть за укріпленнями після цього періоду, вважається повстанцем і буде покараний як такий».
Хоча цей наказ про примусове переселення населення, званий в офіційній термінології «reconcentración», спочатку відносився лише до провінції на заході острова, цей захід по боротьбі з партизанами до кінця травня 1897 був поступово перенесений у всі провінції. Згодом з'явилося понад 80 укріплених міст і сіл, в яких було інтерновано не менше 400 000 осіб, які мали жалюгідне існування в імпровізованих бараках та старих складах. Оскільки іспанська колоніальна адміністрація не змогла забезпечити необхідні гігієнічні заходи, а також — не в останню чергу через блокаду укріплених місць повстанцями — не змогла забезпечити належне постачання продовольства та медикаментів, десятки тисяч інтернованих померли від недоїдання та епідемій. Кубинські газети розгорнули цілу кампанію про голод у країні, тим самим намагаючись закликати третю державу собі на допомогу.
Ще одним заходом іспанської армії була «троча», укріплена лінія, завдовжки близько 80 км і шириною 200 метрів, що перетинає острів від Хукаро до Морона в центральній кубинській провінції Пуерто-Прінсіпе, за допомогою якої іспанці намагалися запобігти просуванню визвольної армії у західні райони Куби.
7 грудня 1896 поблизу Гавани був убитий Антоніо Масео, із загибеллю якого бойові дії на заході острова стали затихати. Але на решті території війна з іспанцями тривала. Максим Гомес прагнув знецінити Кубу в очах іспанців, знищуючи все поспіль. Повстанці палили плантації, цукроварні, маленькі містечка, руйнували залізниці. Генерал Каліксто Гарсіа досяг великих успіхів на Орієнті, зайнявши Вікторія-де-лас-Тунас і Гуїса, важливі центри постачання та операцій іспанської армії.
В іспанській армії широко поширилися тропічні хвороби, масова дизентерія, оскільки солдати, які прибували на Кубу з Іспанії, не встигнувши акліматизуватися, потрапляли в напружену бойову обстановку, змушені були жити в сирих блокгаузах, довго перебувати в осередках малярії. На одного вбитого в іспанській армії припадало четверо поранених та померлих від хвороб. Маршал Бланко-і-Аренас, який змінив генерала Вейлера, писав пізніше, що той прийняв у Кампоса 192000 чоловік, а йому здав лише 84000.
До 1897 Іспанія відправила на Кубу 200 000 солдатів, які до кінця року придушили основні сили повстанців і відновили контроль над територією острова, за винятком двох східних провінцій Камагуей і Орієнте, в яких іспанці контролювали лише кілька великих міст, тоді як кубинці були абсолютними господарями сільської місцевості. Репресії проти мирних жителів припинилися, і у жовтні «М'ясника» Вейлера-і-Ніколау відкликали з посади губернатора.
10 жовтня 1897 року в Ла Яя, а провінції Камагуей, зібралася друга Конституційна Асамблея Куби, що б'ється. Відповідно до прийнятої конституції військове командування було підпорядковане цивільному правлінню. Було затверджено уряд. Бартоломе Масо був призначений президентом, а Домінго Мендес Капоте — віце-президентом.

## Дипломатія
4 квітня 1896 року Державний департамент США надіслав ноту іспанському посланцю у Вашингтоні. Документ містив пропозицію про допомогу з боку США Іспанії у «негайному умиротворенні острова». Влітку цього ж року спалахнуло повстання на Філіппінах проти Іспанії. У Вашингтоні, розраховуючи на тяжке становище Іспанії, вважали, що Мадрид прийме пропозицію США і цим допустить можливість широкого та відкритого втручання у справи Куби американцям. Але після того, як повстання охопило і Філіппіни, Америка почала шукати підтримку в Англії та готуватися до захоплення іспанських колоній. Англія, своєю чергою, шукала виходу з безлічі спірних питань із навіть цілком прихильно поставилася до того що, що Америка хоче захопити іспанські колонії.
Населення США відчувало сильні симпатії до повстанців. Американська преса постійно повідомляла про звірства іспанців на Кубі, про те, що іспанський уряд навмисно морить голодом кубинців.
Загалом визвольна боротьба кубинців приваблювала й міжнародні симпатії. Серед відомих добровольців-мамбі не кубинського походження були домініканець Максімо Гомес, поляк Кароль Ролов, північноамериканець Генрі Рів і навіть росіяни: Петро Стрельцов, Євстафій Костянтинович і Микола Мелентьев.
У грудні 1896 року президент США Гровер Клівленд заявив, що США не виявлять безмежного терпіння по відношенню до Іспанії. У своєму Щорічному посланні 1897 наступний президент США Вільям Мак-Кінлі, заявив, що США можуть бути змушені втрутитися перед репресій іспанців. У березні 1898 кілька політиків і радників, включаючи Генрі Кебота Лоджа-старшого, повідомили Мак-Кінлі, що багато американських бізнесменів наполягають на швидкому вирішенні кубинського питання через свої економічні інтереси. 27 березня 1898 Мак-Кінлі пред'явив Іспанії ультиматум з вимогою перемир'я.

## Політичні поступки з боку Іспанії
Іспанія намагалася протидіяти тиску США, але з кінця 1897 року іспанська влада пішла на низку поступок. У листопаді 1897 року була оголошена амністія всім політв'язням, а також надано загальне виборче право для кубинців чоловічої статі старше 25 років. 1 січня 1898 влада Іспанії сформували тимчасовий автономний уряд Куби, а 19 березня того ж року на острові пройшли перші вибори в іспанські кортеси на основі загального виборчого права. А у квітні того ж року було обрано місцевий парламент, де більшість місць отримали автономісти.

## Кінець війни
15 лютого 1898 року на броненосці «Мен», який прибув до Гавани з дружнім візитом, стався потужний вибух. Внаслідок цього загинуло 266 моряків США. Американські газети стверджували, що то була провокація Іспанії. До сьогодні точна причина вибуху не відома. Уряд США розгорнув широку пропаганду на підтримку національно-визвольного руху на іспанських колоніях. На тлі цієї вимоги про допомогу повстанцям (з барвистим описом звірств іспанців) та пропагандистська компанія в американській пресі досягли свого результату. 25 квітня 1898 року США оголосили війну Іспанії. Американська армія та флот протягом кількох місяців у результаті успішних операцій розбили іспанців на Філіппінах та Кубі.
10 грудня 1898 року за Паризьким мирним договором Іспанія відмовилася від суверенітету над Кубою, Пуерто-Рико, Гуамом та Філіппінами. Фактично, відмова від іспанського суверенітету означає захоплення Сполученими Штатами цих територій відповідно до умов, зазначених у договорі.

## Перехідний період та проголошення незалежності
Після окупації острова американською армією там було фактично встановлено військовий протекторат, щоб спостерігати за становленням Кубинської республіки. Але невдоволення кубинців було настільки велике, що Сполучені Штати, на відміну від інших колишніх іспанських колоній, погодилися на надання Кубі незалежності, обмеживши її так званою поправкою Платта, що гарантувала можливість нового втручання у формі «забезпечення незалежності».
У документі було 8 пунктів. Перший забороняв владі Куби передавати частину кубинської території іншій країні. Другий пункт зобов'язував владу нової республіки не брати надмірних позик, «для виплати відсотків за яким і його остаточного погашення після покриття поточних витрат уряду звичайні доходи острова виявляться недостатніми». Третій пункт давав США право на інтервенцію «для охорони незалежності Куби, підтримки уряду, здатного захистити життя, власність та свободу особистості». Четвертий пункт передбачав визнання Кубою всіх акцій здійснених у період військової окупації та всіх прав, набутих у цей період. П'ятий пункт зобов'язував Кубу дотримуватися вже введених санітарних правил. Шостий і сьомий пункти стосувалися територіальних питань: острів Пінос відходив від Куби і його доля мала вирішитися окремою угодою, також Гавана зобов'язалася надати США землі для військово-морських баз і вугільних концесій. Восьмий пункт зобов'язував Кубу включити Поправку Платта до договору зі США.
Ця поправка була включена до Конституції Куби 12 червня 1901 року, розробленої Конституційною Асамблеєю Куби. 20 травня 1902 року Республіка Куба народилася офіційно, коли її перший президент Томас Естрада Пальма обійняв посаду.

## Відображення у кінематографі
- 1929 — Герой Каскорро / El héroe de Cascorro  [Архівовано 11 травня 2022 у Wayback Machine.]
- 1945 — Бамбу / Bambú  [Архівовано 9 квітня 2022 у Wayback Machine.]
- 1947 — Герої 95-го / Héroes del 95  [Архівовано 11 травня 2022 у Wayback Machine.]
- 1998 — Мамбі / Mambí  [Архівовано 5 жовтня 2015 у Wayback Machine.]
- 2002 — Куба / Cuba  [Архівовано 11 травня 2022 у Wayback Machine.]